# Scioglyptis semitata
Scioglyptis semitata är en fjärilsart som beskrevs av Walker 1860. Scioglyptis semitata ingår i släktet Scioglyptis och familjen mätare. Inga underarter finns listade.